# Bitwa pod Widawą (1735)
Bitwa pod Widawą (1735) – bitwa stoczona 20 lutego 1735 między siłami polskimi i saskimi. Doszło do niej podczas podjętej przez wojska wierne prawowitemu władcy Rzeczypospolitej Stanisławowi Leszczyńskiemu próby inwazji na Elektorat. W trakcie przemarszu armii Adama Tarły w kierunku Saksonii, jej straż przednia pod dowództwem Szweda w polskiej służbie, generała Steinslichta natknęła się w okolicy miasta Widawa na duży saski konwój (150 wozów) w osłonie regimentu kirasjerów. Wywiązała się trzygodzinna bitwa, w trakcie której Sasi zostali kompletnie rozbici. Jedynie niedobitkom udało się ujść z życiem w kierunku miasta Warta (na placu boju pozostało nawet 400 zabitych Sasów). Polacy wzięli też jeńców, w tym dowodzącego Sasami generała-lejtnanta Georga Wilhelma von Birkholza i kilku innych oficerów, a także zdobyli wozy, a w nich wiele dobytku (w tym 100 tysięcy talarów w gotówce i 300 tysięcy talarów w klejnotach). Było to jedno ze znaczniejszych zwycięstw konfederatów dzikowskich nad Sasami i Rosjanami w wojnie z lat 1733–1735.